# 마히마 차우다리
마히마 차우다리(힌디어: महिमा चौधरी, 영어: Mahima Chaudhry, 1973년 9월 13일 ~ )는 인도의 배우이다.

## 같이 보기
- 인도 영화 배우 목록